# 奇蹟村 (佛羅里達州非建制地區)
奇蹟村（英語：Miracle Village）是位於美國佛羅里達州棕櫚灘縣的一個非建制地區。該地的面積和人口皆未知。

## 地理
奇蹟村的座標為26°48′45″N 80°36′41″W / 26.81250°N 80.61139°W，而該地的平均海拔高度為4米（即13英尺）。